# Paradaseca (Lugo)
Paradaseca (llamada oficialmente San Marcos de Paradaseca) es una parroquia y una aldea española del municipio de Quiroga, en la provincia de Lugo, Galicia.

## Organización territorial
La parroquia está formada por una entidad de población:
- Paradaseca

## Demografía
Gráfica demográfica de la aldea y parroquia de Paradaseca según el INE español:
| Gráfica de evolución demográfica de Paradaseca entre 2000 y 2024 |
|                                                                  |
| Datos según el nomenclátor publicado por el INE.                 |